# 호세 알베르티 로야르테
호세 알베르티 로야르테(스페인어: José Alberti Loyarte, 1997년 3월 29일~)는 우루과이의 축구 선수이다.

## 참고 문헌
- “KFA 통합경기정보 시스템”. 대한축구협회.
- “K리그 데이터 포털”. 한국프로축구연맹.
- “호세 알베르티 로야르테”. 《트랜스퍼마크트》.
- “호세 알베르티 로야르테”. 《전남 드래곤즈 FC》. 전남드래곤즈.